# Frederick Holman
Frederick Holman (Dawlish, Devon, març de 1885 – Exeter, Devon, 23 de gener de 1913) va ser un nedador anglès que va competir a principis del segle xx. El 1908 va prendre part en els Jocs Olímpics de Londres, on va guanyar la medalla d'or en la prova dels 200 metres braça.
Posteriorment es dedicà a la cuina, gestionant el seu propi restaurant, però morí amb tan sols 29 anys fruit de les complicacions d'una febre tifoide i una pneumònia.